# Union caribéenne de football
Pour les articles homonymes, voir CFU.
L'Union caribéenne de football (UCF mais couramment désignée par le sigle du nom anglais : CFU pour Caribbean Football Union) est une association regroupant les fédérations nationales de la Caraïbe de football. Elle représente 25 nations membres de la FIFA ainsi que 6 territoires non affiliés à cette dernière. 
Les membres de cette association participent aux compétitions de la CONCACAF, tandis que seules les nations affiliées à la FIFA participent aux éliminatoires de la coupe du monde, organisées par cette dernière.

## Histoire
La CFU est créée en 1978 à la suite de l'initiative de Patrick Raymond d'approcher le commissaire de la NASL, Phil Woosnam en 1976 afin de devenir propriétaire d'une franchise dans la Caraïbe. Au lieu d'accéder à sa requête, Woosnam a suggéré de créer une ligue professionnelle caribéenne.
Avec l'aide de Jimmy Hill et de Stanley Rous, Raymond présente le projet de création de la CFU en août 1977 à Trinidad. La CFU est officiellement créée le 28 janvier 1978 à Port-au-Prince. Présidée par Andre Kamperveen, elle installe ses bureaux à Port of Spain.
Cette même année est créée la coupe des nations de la CFU qui existe pendant 10 ans et 6 éditions avant de devenir en 1989 la Coupe caribéenne des nations.
En 1992 est créée la Caribbean Professional Football League. En raison de la croissance non maitrisée de la ligue, le début de la saison 1995 est reportée puis carrément annulée. La CPFL s'arrête ainsi après seulement 3 saisons.
À la suite de cette disparition, le CFU Club Championship est créé en 1997. Cette compétition qualifie les équipes caribéennes pour la Ligue des champions de la CONCACAF. La TT Pro League, la ligue entièrement professionnelle de Trinidad portée par Jack Warner voit le jour en 1999 sous le nom de Professional Football League pour faire suite à la CPFL.
Le 20 mai 2011, la CFU est impliqué dans le scandale financier après que plusieurs représentants des associations membres aient reçu des enveloppes contenant 40.000 $ lors d'une rencontre tenue à Port-of-Spain afin d’élire Mohammed Bin Hammam à a tête de la FIFA. À la suite de ce scandale, Jack Warner quitte la présidence de la CFU et Bin Hammam celle de la Confédération asiatique de football.
Sous la présidence de Damien Hugues, la CFU déménage à Kingston en 2013.
Le 29 janvier 2013, Jeffrey Webb annonce à Fort-de-France, la pleine intégration des ligues de football de la Martinique, de la Guadeloupe, de la Guyane et de Saint-Martin à la CONCACAF.
Le 16 novembre 2013, la CFU signe un partenariat avec la MLS afin de favoriser l'émergence des jeunes talents caribéens au niveau professionnel. À la suite de ce partenariat est organisé le premier camp de détection caribéen de la MLS à Antigue en janvier 2014.
Le 19 septembre 2017, Gordon Derrick est condamné par le comité d'éthique de la FIFA à ne plus assumer aucune responsabilité en lien avec le football pour une durée de 6 ans. C'est son vice-président, le barbadien Randolph Harris qui lui succède.

## Liste des fédérations

### Membres
| Nation                                    | Fédération | Cré. | FIFA | CON. | CIO | Nat.       | Championnats nationaux         | Coupes nationales                        |
| ----------------------------------------- | ---------- | ---- | ---- | ---- | --- | ---------- | ------------------------------ | ---------------------------------------- |
| Anguilla ( Royaume-Uni)                   | AFA        | 1990 | 1996 | 1996 | Non | H - F      | AFA League                     |                                          |
| Antigua-et-Barbuda                        | ABFA       | 1928 | 1972 | 1972 | Oui | H - F      | Premier Division               | FA Cup                                   |
| Aruba ( Pays-Bas)                         | AVB        | 1932 | 1988 | 1988 | Oui | H - F      | Division di Honor              | Torneo Copa Betico Croes                 |
| Bahamas                                   | BFA        | 1967 | 1968 | 1981 | Oui | H - F      | BFA Senior League              | Bahamas President's Cup                  |
| Barbade                                   | BFA        | 1910 | 1968 | 1967 | Oui | H - F      | Premier Division               | FA Cup                                   |
| Bermudes ( Royaume-Uni)                   | BFA        | 1928 | 1962 | 1967 | Oui | H - F      | Premier Division               | FA Cup                                   |
| Bonaire ( Pays-Bas)                       | FFB        | 1960 |      | 2014 | Non | H          | Bonaire League                 |                                          |
| Îles Caïmans ( Royaume-Uni)               | CIFA       | 1966 | 1992 | 1990 | Oui | H - F      | Cayman Islands League          | FA Cup                                   |
| Curaçao ( Pays-Bas)                       | CVU        | 2010 | 2010 | 2010 | Non | H - F      | Sekshon Pagá                   |                                          |
| Cuba                                      | AFC        | 1924 | 1929 | 1961 | Oui | H - F      | Campeonato Nacional            |                                          |
| République dominicaine                    | FEDOFUTBOL | 1953 | 1958 | 1964 | Oui | H - F      | Liga Mayor                     |                                          |
| Dominique                                 | DFA        | 1970 | 1994 | 1994 | Oui | H - F      | Premiere League                |                                          |
| Grenade                                   | GFA        | 1924 | 1978 | 1969 | Oui | H - F      | Grenada League                 |                                          |
| Guadeloupe ( France)                      | LGF        | 1961 |      | 2013 | Non | H - F      | Division d'Honneur             | Coupe de Guadeloupe                      |
| Guyana                                    | GFF        | 1902 | 1970 | 1961 | Oui | H - F      | GFF National Super League      | Guyana Mayors Cup (en)                   |
| Guyane ( France)                          | LFG        | 1962 |      | 2013 | Non | H - F (en) | Championnat National           | Coupe de Guyane                          |
| Haïti                                     | FHF        | 1904 | 1934 | 1961 | Oui | H - F      | Ligue Haïtienne                | Coupe d'Haïti                            |
| Jamaïque                                  | JFF        | 1910 | 1962 | 1965 | Oui | H - F      | National Premier League        | JFF Champions Cup                        |
| Martinique ( France)                      | LFM        | 1953 |      | 2013 | Non | H - F      | Division d'Honneur             | Coupe de la Martinique                   |
| Montserrat ( Royaume-Uni)                 | MFA        | 1994 | 1996 | 1996 | Non | H - F (en) | Montserrat Championship        |                                          |
| Porto Rico ( États-Unis)                  | FPF        | 1940 | 1960 | 1961 | Oui | H - F      | Puerto Rico Soccer League      |                                          |
| Saint-Christophe-et-Niévès                | SKNFA      | 1932 | 1992 | 1992 | Oui | H - F      | Premier Division               | National Cup (en)                        |
| Saint-Martin ( France)                    | CFIN       | 1999 |      | 2013 | Non | H          | Championnat de Saint-Martin    |                                          |
| Saint-Martin ( Pays-Bas)                  | SMSA       | 1986 |      | 2013 | Non | H - F (en) | Sint Maarten League (en)       |                                          |
| Saint-Vincent-et-les-Grenadines           | SVGFF      | 1979 | 1988 | 1986 | Oui | H - F      | NLA Premier League             |                                          |
| Sainte-Lucie                              | SLFA       | 1979 | 1988 | 1965 | Oui | H - F      | Gold Division                  | FA Cup                                   |
| Suriname                                  | SVB        | 1920 | 1929 | 1965 | Oui | H - F      | Hoofdklasse                    | Surinamese Cup President's Cup           |
| Trinité-et-Tobago                         | TTFF       | 1908 | 1964 | 1962 | Oui | H - F      | TT Pro League                  | FA Trophy League Cup Charity Shield (en) |
| Îles Turques-et-Caïques ( Royaume-Uni)    | TCIFA      | 1996 | 1998 | 1996 | Non | H - F      | WIV Provo Premier League       |                                          |
| Îles Vierges britanniques ( Royaume-Uni)  | BVIFA      | 1974 | 1996 | 1996 | Oui | H - F      | BVIFA National Football League |                                          |
| Îles Vierges des États-Unis ( États-Unis) | USVISA     | 1987 | 1998 | 1987 | Oui | H - F      | US Virgin Islands Championship |                                          |
| modifier0                                 |            |      |      |      |     |            |                                |                                          |

### Futurs membres potentiels
- Saba et Saint-Eustache pourraient, au même titre que Sint Maarten, Curaçao ou Bonaire, être affiliés à l'UFC à la suite de la dissolution des Antilles néerlandaises.
- Saint-Barthélemy a déjà une sélection non-affiliée à la CONCACAF, ni à la FIFA.

## Organisation
La CFU est une des trois fédérations qui composent la CONCACAF, avec l'UNCAF (Amérique centrale, 7 pays) et la NAFU (Amérique du Nord, 3 pays).

### Direction
| Nom                           | Nationalité        | du               | jusqu'au         |
| ----------------------------- | ------------------ | ---------------- | ---------------- |
| André Kamperveen              | Suriname           | 28 janvier 1978  | 31 décembre 1982 |
| Jack Warner (homme politique) | Trinité-et-Tobago  | 1er janvier 1983 | 2011             |
| Lisle Austin (en)             | Barbade            | 2011             | 2011             |
| Yves Jean-Bart                | Haïti              | 2011             | 2012             |
| Gordon Derrick (en)           | Antigua-et-Barbuda | 2012             | 2017             |
| Randolph Harris               | Barbade            | 2017             | -                |

| Nom                           | Nationalité        | du               | jusqu'au         |
| ----------------------------- | ------------------ | ---------------- | ---------------- |
| Jack Warner (homme politique) | Trinité-et-Tobago  | 28 janvier 1978  | 31 décembre 1982 |
| Ivan Barrow (en)              | Trinité-et-Tobago  | 1er janvier 1983 | 1993             |
| Harold Taylor (en)            | Trinité-et-Tobago  | 1993             | 2011             |
| Angenie Kanhai                | Trinité-et-Tobago  | 2011             | 2011             |
| Damien Hugues                 | Anguilla           | 2011             | août 2015        |
| Neil Cochrane (en)            | Antigua-et-Barbuda | août 2015        |                  |

## Compétitions

### Organisation
- La Coupe caribéenne des nations est la principale compétition organisée par l'UFC. 25 éditions ont été organisées entre 1978 et 2017. Elle a disparu au profit de la Ligue des nations de la CONCACAF.

Elle a lieu tous les deux ans et sert de tournoi de qualification pour la Gold Cup, le championnat de football des nations de la CONCACAF.
- L'UFC organise également jusqu'en 2017, le CFU Club Championship, compétition déterminant le club la représentant à la Coupe des champions de la CONCACAF.

### Palmarès

#### Compétitions masculines
| Année     | Coupe de la Caraïbe masculine                   | Vainqueur         | Vainqueur | Qualifiés Coupe CONCACAF des nations / Gold Cup                                                         | Qualifiés Coupe du monde   |
| 1930-1934 | -                                               |                   |           | - | aucun                      |
| 1938      | -                                               |                   |           | - | Cuba (Quart-de-finale)     |
| 1950-1962 | -                                               |                   |           | - | aucun                      |
| 1963      | -                                               |                   |           | Antilles néerlandaises (3e) Jamaïque (groupe)                                                           | -                          |
| 1965      | -                                               |                   |           | Antilles néerlandaises (5e) Haïti (6e)                                                                  | -                          |
| 1966      | -                                               |                   |           | - | aucun                      |
| 1967      | -                                               |                   |           | Trinité-et-Tobago (4e) Haïti (5e)                                                                       | -                          |
| 1969      | -                                               |                   |           | Antilles néerlandaises (3e) Jamaïque (6e)                                                               | -                          |
| 1970      | -                                               |                   |           | - | aucun                      |
| 1971      | -                                               |                   |           | Haïti (2e) Cuba (4e) Trinité-et-Tobago (5e)                                                             | -                          |
| 1973      | -                                               |                   |           | Haïti (vainqueur) Trinité-et-Tobago (2e) Antilles néerlandaises (6e)                                    | -                          |
| 1974      | -                                               |                   |           | - | Haïti (groupe)             |
| 1977      | -                                               |                   |           | Haïti (2e) Suriname (6e)                                                                                | -                          |
| 1978      | Trinité-et-Tobago 1978                          | Suriname          | (1)       | - | aucun                      |
| 1979      | Suriname 1979                                   | Haïti             | (1)       | - | -                          |
| 1981      | Porto Rico 1981                                 | Trinité-et-Tobago | (1)       | Cuba (5e) Haïti (6e)                                                                                    | -                          |
| 1982      | -                                               |                   |           | - | aucun                      |
| 1983      | Guyane 1983                                     | Martinique        | (1)       | - | -                          |
| 1985      | Barbade 1985                                    | Martinique        | (2)       | Suriname (1er tour) Haïti (1er tour) Trinité-et-Tobago (1er tour)                                       | -                          |
| 1986      | -                                               |                   |           | - | aucun                      |
| 1988      | Martinique 1988                                 | Trinité-et-Tobago | (2)       | - | -                          |
| 1989      | Barbade 1989                                    | Trinité-et-Tobago | (3)       | Trinité-et-Tobago (3e)                                                                                  | -                          |
| 1990      | Trinité-et-Tobago 1990                          | Tournoi abandonné |           | - | aucun                      |
| 1991      | Jamaïque 1991                                   | Jamaïque          | (1)       | Jamaïque (groupe) Trinité-et-Tobago (groupe)                                                            | -                          |
| 1992      | Trinité-et-Tobago 1992                          | Trinité-et-Tobago | (4)       | - | -                          |
| 1993      | Jamaïque 1993                                   | Martinique        | (3)       | Martinique (groupe) Jamaïque (3e)                                                                       | -                          |
| 1994      | Trinité-et-Tobago 1994                          | Trinité-et-Tobago | (5)       | - | aucun                      |
| 1995      | Îles Caïman et Jamaïque 1995                    | Trinité-et-Tobago | (6)       | - | -                          |
| 1996      | Trinité-et-Tobago 1996                          | Trinité-et-Tobago | (7)       | Trinité-et-Tobago (groupe) St. Vincent-et-les-Gr. (groupe)                                              | -                          |
| 1997      | Antigua-et-Barbuda et Saint-Kitts-et-Nevis 1997 | Trinité-et-Tobago | (8)       | - | -                          |
| 1998      | Jamaïque et Trinité-et-Tobago 1998              | Jamaïque          | (2)       | Jamaïque (4e) Trinité-et-Tobago (groupe) Cuba (groupe)                                                  | Jamaïque (groupe)          |
| 1999      | Trinité-et-Tobago 1999                          | Trinité-et-Tobago | (9)       | - | -                          |
| 2000      | -                                               |                   |           | Trinité-et-Tobago (Demi-finale) Jamaïque (groupe) Haïti (groupe)                                        | -                          |
| 2001      | Trinité-et-Tobago 2001                          | Trinité-et-Tobago | (10)      | - | -                          |
| 2002      | -                                               |                   |           | Haïti (Quart-de-finale) Martinique (Quart-de-finale) Trinité-et-Tobago (groupe) Cuba (groupe)           | aucun                      |
| 2003      | -                                               |                   |           | Cuba (Quart-de-finale) Jamaïque (Quart-de-finale) Martinique (groupe)                                   | -                          |
| 2005      | Barbade 2005                                    | Jamaïque          | (3)       | Jamaïque (Quart-de-finale) Cuba (groupe) Trinité-et-Tobago (groupe)                                     | -                          |
| 2006      | -                                               |                   |           | - | Trinité-et-Tobago (groupe) |
| 2007      | Trinité-et-Tobago 2007                          | Haïti             | (2)       | Guadeloupe (Demi-finale) Haïti (groupe) Trinité-et-Tobago (groupe) Cuba (groupe)                        | -                          |
| 2008      | Jamaïque 2008                                   | Jamaïque          | (4)       | - | -                          |
| 2009      | -                                               |                   |           | Guadeloupe (Quart-de-finale) Haïti (Quart-de-finale) Jamaïque (groupe) Grenade (groupe)                 | -                          |
| 2010      | Martinique 2010                                 | Jamaïque          | (5)       | - | aucun                      |
| 2011      | -                                               |                   |           | Jamaïque (Quart-de-finale) Guadeloupe (groupe) Cuba (groupe) Grenade (groupe)                           | -                          |
| 2012      | Trinité-et-Tobago 2012                          | Cuba              | (1)       | - | -                          |
| 2013      | -                                               |                   |           | Trinité-et-Tobago (Quart-de-finale) Cuba (Quart-de-finale) Haïti (groupe) Martinique (groupe)           | -                          |
| 2014      | Jamaïque 2014                                   | Jamaïque          | (6)       | - | aucun                      |
| 2015      | -                                               |                   |           | Jamaïque (Finaliste) Trinité-et-Tobago (Quart-de-finale) Haïti (Quart-de-finale) Cuba (Quart-de-finale) | -                          |
| 2017      | Martinique 2017                                 | Curaçao           | (1)       | Jamaïque (Finaliste) Martinique (groupe) Guyane (groupe) Curaçao (groupe)                               | -                          |
| 2018      | -                                               |                   |           | - | aucun                      |

#### Compétitions féminines
| Année | Coupe de la Caraïbe féminine | Vainqueur         | Vainqueur | Qualifiés Championnat féminin de la CONCACAF                                      | Qualifiés Coupe du monde fém. |
| 1991  | -                            |                   |           | Trinité-et-Tobago (3e) Haïti (4e) Martinique (groupe), Jamaïque (groupe)          | aucun                         |
| 1993  | -                            |                   |           | Trinité-et-Tobago (4e)                                                            | -                             |
| 1994  | -                            |                   |           | Trinité-et-Tobago (4e) Jamaïque (5e)                                              | -                             |
| 1995  | -                            |                   |           | -                                                                                 | aucun                         |
| 1998  | -                            |                   |           | Trinité-et-Tobago (groupe) Martinique (groupe) Haïti (groupe) Porto Rico (groupe) | -                             |
| 1999  | -                            |                   |           | -                                                                                 | aucun                         |
| 2000  | Sainte-Lucie 2000            | Haïti             | (1)       | Trinité-et-Tobago (groupe)                                                        | -                             |
| 2002  | -                            |                   |           | Haïti (groupe) Trinité-et-Tobago (groupe) Jamaïque (groupe)                       | -                             |
| 2003  | -                            |                   |           | -                                                                                 | aucun                         |
| 2006  | -                            |                   |           | Jamaïque (4e) Trinité-et-Tobago (1er tour)                                        | -                             |
| 2007  | -                            |                   |           | -                                                                                 | aucun                         |
| 2010  | -                            |                   |           | Trinité-et-Tobago (groupe) Haïti (groupe) Guyana (groupe)                         | -                             |
| 2011  | -                            |                   |           | -                                                                                 | aucun                         |
| 2014  | Trinité-et-Tobago 2014       | Trinité-et-Tobago | (1)       | Trinité-et-Tobago (4e) Jamaïque (groupe) Haïti (groupe) Martinique (groupe)       | -                             |
| 2015  | -                            |                   |           | -                                                                                 | aucun                         |
| 2018  | -                            |                   |           | ?                                                                                 | -                             |
| 2019  | -                            |                   |           | -                                                                                 | ?                             |